# Vespa

Vespa-Logo

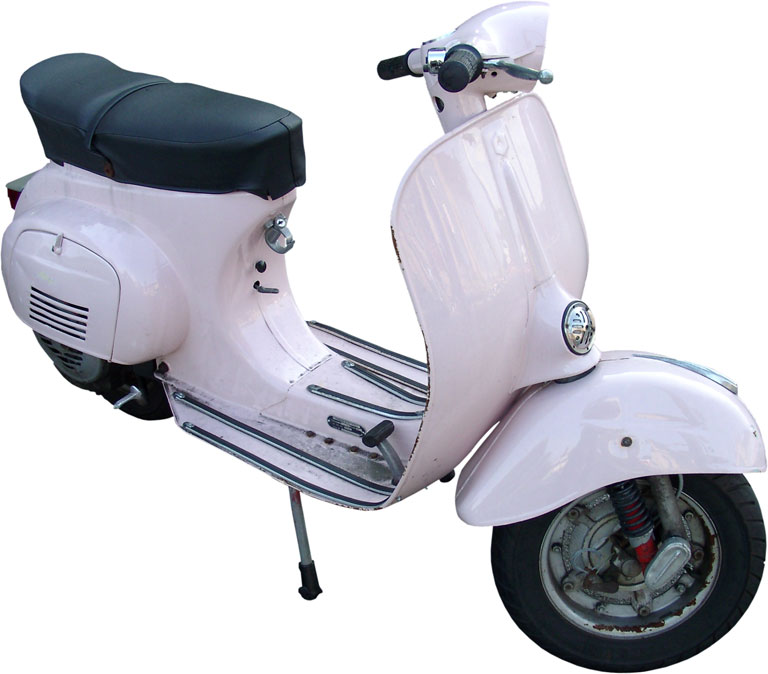
Vespa des Unternehmens Piaggio

Vespa (lat./ital. für Wespe) ist eine Motorroller-Marke des italienischen Unternehmens Piaggio.

## Geschichte

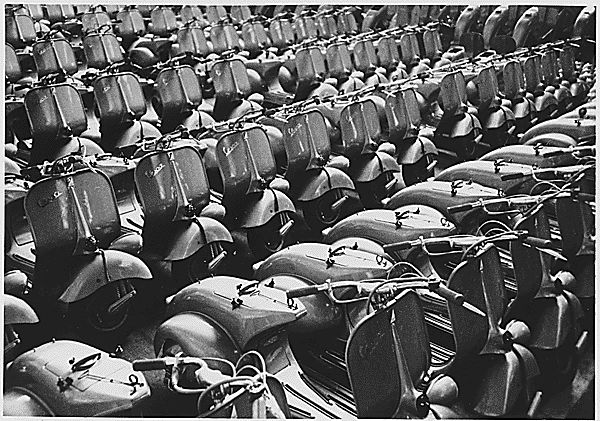
Produktion der Vespa in den Anfangsjahren

Die erste Vespa, die Vespa 98, kam 1946 auf den Markt und trug den Spitznamen „Paperino“ (Entchen); sie hatte 98 cm³ Hubraum, 3,2 PS und war bis zu 60 km/h schnell. 
Ihr Erfinder war Corradino D’Ascanio – ein Ingenieur, dessen Traum es war, Hubschrauber zu bauen. Er entwickelte  im damaligen Piaggio-Werksflugplatz Pontedera bei Pisa das Konzept der Vespa kurz nach dem Ende des Zweiten Weltkrieges im Auftrag von Enrico Piaggio, indem er von einem sitzenden Menschen ausging, um den herum er die Technik des neuen Zweirades anordnete. Als ehemaliger Konstrukteur von Kriegsflugzeugen wollte er über die Produktion von Töpfen und Pfannen mit den vorhandenen Werkzeugen hinaus, dies unter Ausnutzung vorhandener Ressourcen (Fabrik, Material, Designerfahrung), die kriegsbedingt beschränkt waren. Aus diesen Beschränkungen heraus entstand die Vespa. Der Name Vespa wurde am 23. April 1946 zum Patent angemeldet, das Design der Vespa wurde ein Jahr darauf zum US Design-Patent angemeldet.
Die Ur-Vespa „98“ sollte einfach, sparsam und leicht fahrbar sein – und mit den vorhandenen Produktionsanlagen zu bauen sein. Weil Corradino nie zuvor Motorräder konstruiert hatte, ging er völlig unvoreingenommen an diese Aufgabe heran. Der Antrieb und die Kraftübertragung sollten so einfach wie möglich sein und so entschied er sich für eine Triebsatzschwinge ohne Sekundärkette, zumal der Kettenantrieb in der damaligen Notzeit aus Materialmangel fast unmöglich war. Auch sollte die Vespa keine Motorenteile haben, an denen man sich schmutzig machen konnte. Daher war der Motor komplett verdeckt untergebracht. Der Reifenwechsel sollte so einfach wie bei einem Auto sein.

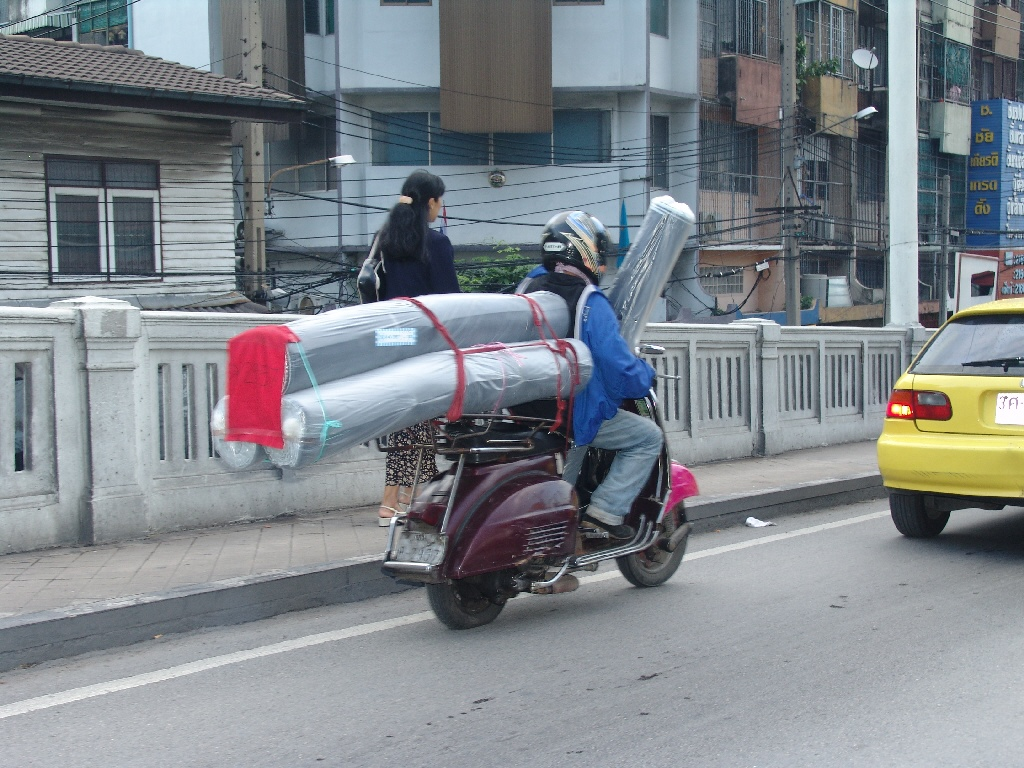
Vespa in Bangkok

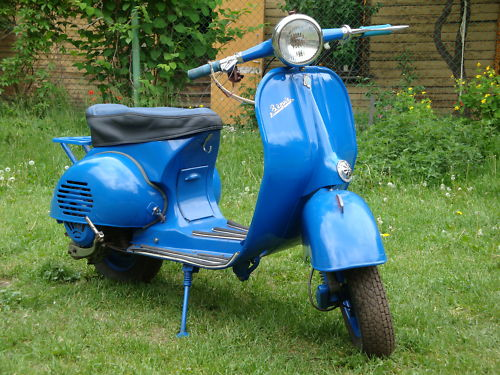
In der UdSSR kopierte Vespa namens Wjatka

Der sehr einfache Aufbau des Fahrwerks mit Kurzschwinge vorn und Triebsatzschwinge hinten wurde bis heute beibehalten. Daraus resultiert der konstruktionsbedingte Nachteil eines eingeschränkten Federungskomforts und Schwächen im Fahrverhalten. Dem Erfolg der Vespa tat dies jedoch keinen Abbruch.
Die nächste Type „Vespa 125“ (1953) hatte 5 PS Leistung und war 75 km/h schnell. Neben anderen Verbesserungen war nun der Scheinwerfer oberhalb des Lenkers montiert. Weitere Neuerungen folgten 1955 mit einem 150-cm³-Motor, Vierganggetriebe, langem Doppelsattel und 100 km/h Spitzengeschwindigkeit.
1965 waren weltweit bereits über drei Millionen Vespas verkauft, danach verebbte ihr Siegeszug in Europa langsam, weil inzwischen für die breiten Massen auch das Automobil erschwinglich wurde. Die Vespa wurde aber in Indien und Teilen Asiens sowie einigen Ländern Afrikas zu einem der wichtigsten Transportmittel und ist es teilweise bis heute. Außer in Deutschland wurden diverse Vespamodelle in allen Teilen der Welt in Lizenz gebaut z. B. in Indien von Bajaj und LML, in Frankreich von ACMA, in England von Douglas, in Pakistan, im Iran und in Malaysia. In der UdSSR wurde die GS3 kopiert und unter dem Namen Wjatka ohne Lizenz in leicht modifizierter Form in großer Stückzahl gebaut.

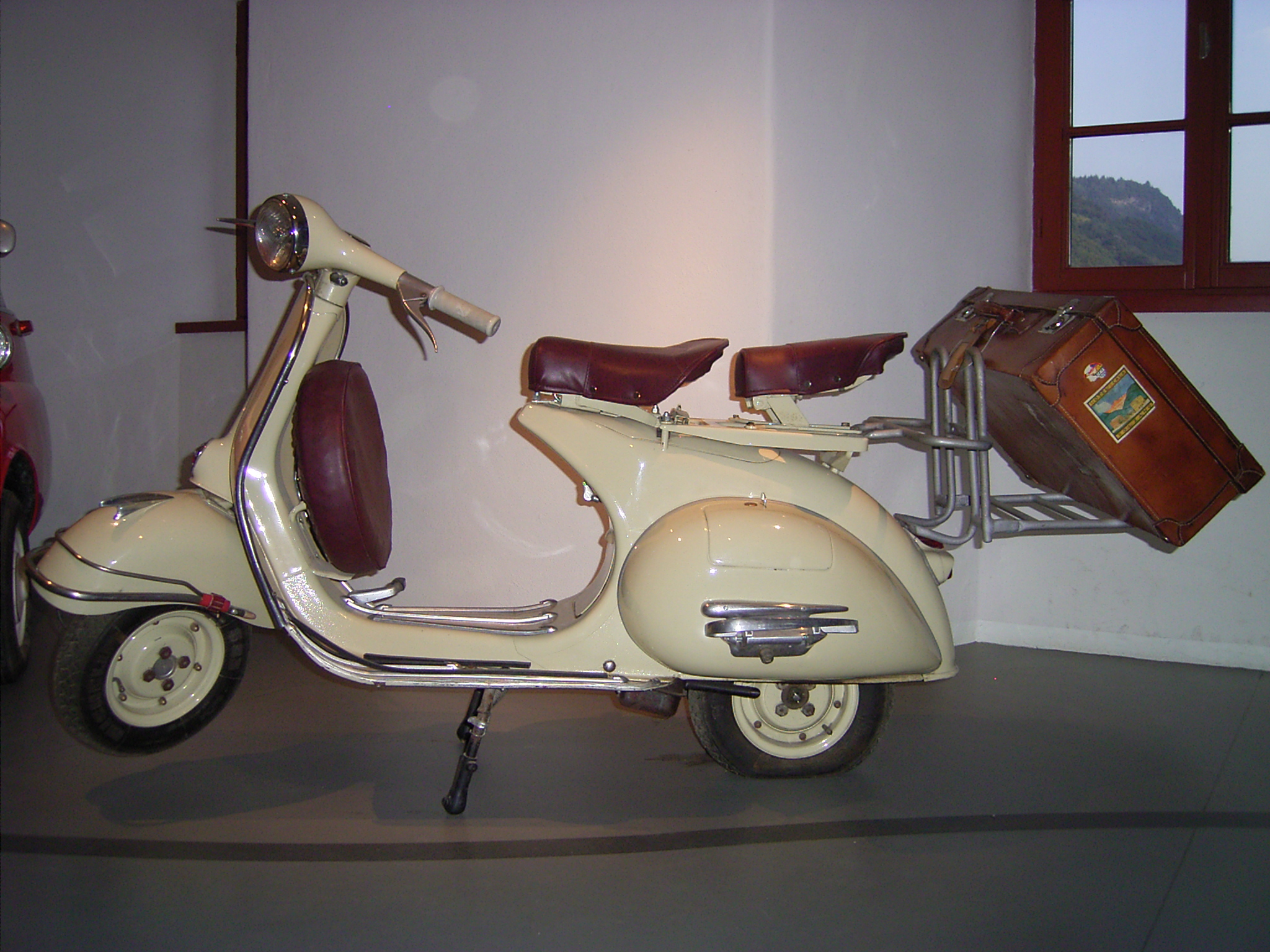
Vespa mit zwei Schwingsätteln

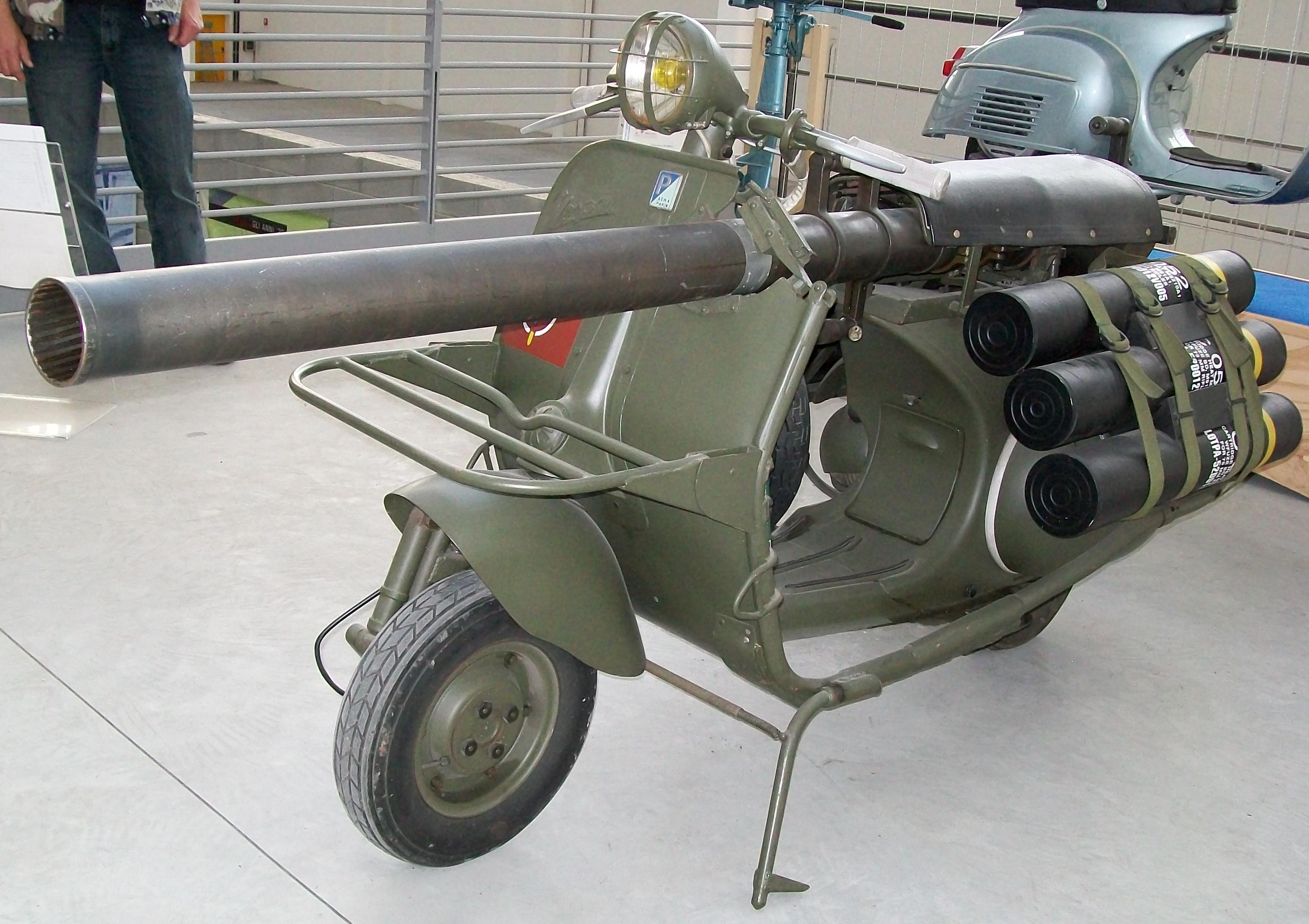
Vespa TAP 150; französische Militärvespa von ACMA

Für ältere und seltene Modelle, wie die Vespa 125 U, Vespa 125 Hoffmann, Vespa SS50 und SS90 oder die französische Militärvespa TAP 56 oder 59, aus der Lizenzproduktion des Unternehmens ACMA, werden Liebhaberpreise bezahlt.
Ende 2016 wurde auf der EICMA in Mailand die Vespa Elettrica-Studie vorgestellt, die erste Vespa mit Elektromotor. Die E-Vespa basiert auf der aktuellen Vespa Primavera. Ab Frühling 2018 wurde die E-Vespa mit 100 Kilometer Reichweite und TFT-Display mit Bord-Computer bei den Händlern zum Kauf angeboten.

## Namensherkunft
Der Ursprung des Namens „Vespa“ (ital. für Wespe) bleibt ungewiss. Die berühmteste Version besagt, dass der Name auf einen Ausruf von Enrico Piaggio zurückgeht, der beim Anblick des Prototyps sagte: „Er sieht aus wie eine Wespe“ und zwar wegen des Motorengeräuschs und der Form der Karosserie, die von oben gesehen an ein Insekt erinnert, mit einem sehr breiten Mittelteil, in dem der Fahrer Platz findet, und einer schmalen „Taille“.
Eine andere Version, die lange Zeit überlebt hat, wonach die Bezeichnung „Vespa“ für Veicoli Economici S.p.A. stand (da Piaggio eine der ersten Aktiengesellschaften Italiens war und die Vespa gleichzeitig als Fahrzeug für jedermann entstand, so dass ein niedriger, den damaligen Gegebenheiten angepasster Preis von größter Bedeutung war), ist unbegründet. Diese Hypothese wurde von verschiedenen Sachverständigen widerlegt.

## Lob, Kritik
Bei den handgeschalteten Vespas wird bemängelt, dass die technische Ausstattung nicht dem Stand der Technik entspricht (Ergonomie, Umweltverträglichkeit), dagegen haben sie mehrere darauf beruhende Vorteile: das von Mode unabhängige Design oder die Möglichkeit zur Selbst-Reparatur.
Die Ersatzteilversorgung bei Fahrzeugen aus dem Hause Piaggio gilt in Europa als gut, außerdem bietet der Markt ein großes Angebot an Zusatzartikeln.

## Frühere und aktuelle Typen
Von den früheren Typen ist nur eine Auswahl angeführt:
- 1946, Vespa 98: 3,2 PS (98 cm³), rund 60 km/h
- 1948, Vespa 125: 4,5 PS (125 cm³), 70 km/h
- 1954, Vespa 150: erste Vespa mit 150 cm³
- 1955, Vespa 150 GS: 150 (145,5)-cm³-Motor, Vierganggetriebe, 10"-Räder, 85 km/h
- 1957, Vespa 125: 125-cm³-Motor, 8"-Räder, ca. 75 km/h, 4,5 PS bei 5000 1/min, 1:20 Gemisch (VNA1T: 1957-58; VNA2T: 1958-59)
- 1957, Vespa 400: 4-rädiger Kleinstwagen mit 393 cm³
- 1959, Vespa 125 VNB: Dieses Modell wurde mit 3 bzw. 4 Gängen hergestellt und hatte verschiedene Kennzahlen nach dem Kürzel VNB von 1–6 (z. B.: VNB4T)
- 1959, Vespa 150: 150(145,5)-cm³-Motor, 3 Gänge, 8"-Räder, ca. 85 km/h, VBA1T 1959–1960 (Tecnica)
- 1960, Vespa 150 VBB: 150(145,5)-cm³-Motor, 4 Gänge, 8"-Räder, ca. 85 km/h
- 1962, Vespa 160 GS: 160-cm³-Motor, Vierganggetriebe, 10"-Räder (aus Vespa Tecnica)
- 1962, Vespa 150 GL: 150(145,5)-cm³-Motor, 4 Gänge, 10"-Räder, ca. 90 km/h, VLA1T 1962–1965 (Tecnica)
- 1964, Vespa 50: Die erste „kleine Vespa“ (in Smallframe-Bauweise) mit dem 50-cm³-Aggregat und 3 Gängen für die „Moped-Klasse“
- 1965, Vespa 125 Nuova: erste Vespa mit 125 cm³ im kleinen Rahmen (breiterer Beinschild und kurzer Radstand)
- 1965, Vespa 180 SS: 180-cm³-Motor, zylindergesaugt, 4 Gänge, ca. 90 km/h
- 1965, Vespa 150 Sprint: 150 cm³, 4 Gänge, 10"-Räder, ca. 90 km/h, VLB1T 1965–1979 (Tecnica)
- 1965, Vespa 125 Super: 125 cm³, 4 Gänge, letzte Vespa mit 8" Rädern, Rahmennummer: VNC1T 1001 bis VNC1T 025146.
- 1965, Vespa 125 GT: 125 cm³, 4 Gänge, größerer Rahmen, 10" Räder,
- 1968, Vespa 125 Primavera: Eine der beliebtesten Vespas mit durchzugsstärkerem Triebwerk
- 1968, Vespa 180 Rally: mit 10,3 PS, Topgeschwindigkeit von 104,8 km/h
- 1970, Vespa 50 Elestart: erstmals mit Elektrostarter, 3- und 4-Gang, 40 km/h
- 1972, Vespa 200 Rally: mit 12 PS, Topgeschwindigkeit von 105 km/h
- 1977, Vespa P 125 X: Neue Karosserie und modernere Technik, Vespa P 200 E mit elektronischer 12-V-Zündanlage
- 1978, Vespa P 150 X:
- 1981 (nur für Deutschland): P 80 X mit 80 cm³ erhältlich.
- 1983, Vespa PK (50 und 125 cm³; für Deutschland auch mit 80 cm³): Das Nachfolgemodell der Primavera bekommt eine modernere, dem Zeitgeist der 80er Jahre entsprechende geglättete Karosserie. Die 50er hat 3- oder 4-Gang-Getriebe; die 125er und die 80er haben grundsätzlich 4 Gänge; Elektrostarter gegen Aufpreis lieferbar.
- 1984, Vespa PK Automatica mit 50 und 125 cm³ (für Deutschland auch mit 80 cm³): erste Automatikvespa überhaupt.
- 1985, Vespa T5 Pole Position: limitiertes Sondermodell mit 12 PS die stärkste aller 125er Vespa Roller, Alu-Zylinder mit 5 Überströmkanälen, SI24/24G Vergaser mit kürzerem Ansaugweg und speziellem Luftfilter.
- 1985, Vespa PX Lusso mit 80, 125, 150 und 200 cm³. Verbesserte Version der PX mit Getrenntschmierung, stärkerer Vorderachse und verbessertem Schließsystem. Die Batterie entfällt bei den Modellen ohne Elektrostarter vollständig, was zur Wartungsfreundlichkeit und Zuverlässigkeit der Beleuchtungsanlage beiträgt. Das Zündschloss wandert von der Tachoabdeckung mit ins Lenkradschloss, was die Diebstahlsicherheit verbessert. Der Tacho ist nun größer, die Leuchtanzeigen für Blinker und Fernlicht wandern mit in den Tachobereich. Es gibt eine elektronische Tankfüllstandsanzeige. Die Reserve-Funktion des Benzinhahns entfällt. 200 cm³ Version mit 10 PS (Standard) und 12 PS (GS). Für alle Motorvarianten gibt es einen optionalen Elektrostarter. Diese Versionen verfügen über eine Batterie.
- 1989, Vespa Cosa mit 125, 150 und 200 cm³ mit technischen Neuerungen wie hydraulischer Kombi-Bremse, E-choke und E-Benzinhahn (letztere auf Wunsch mit Antiblockiersystem).
- 1996, Vespa ET: wird mit 460.000 produzierten Einheiten ein Erfolg und ist erstmals mit einem Einspritzmotor erhältlich
- 2002, Vespa GT mit 125 und 200-cm³-4-Ventil-Viertaktmotoren, Keilriemenautomatik und erstmals Wasserkühlung
- 2005, LX 50 (Zwei- oder Viertaktmotor), LX 125/150 i.e. 3V (luftgekühlter 3-Ventil-Viertaktmotor, Einspritzung, Keilriemenautomatik)
- 2005, Vespa GTS 250 i.e. / GTS 250 i.e. ABS (Viertaktmotor mit Einspritzung, Keilriemenautomatik)
- 2006, Vespa GTV 125/250 später 300 – wie GTS – aber mit Scheinwerfer auf dem vorderen Kotflügel ("60 Jahre Edition")
- 2007, Vespa GTS 125 entsprach der Abgasnorm Euro 3.
- 2011, Vespa PX 125/150 (Neuauflage der alten PX, luftgekühlter 1-Zylinder-2-Taktmotor, 4-Gang-Schaltung, manuell)

### Modelle im derzeitigen Verkauf

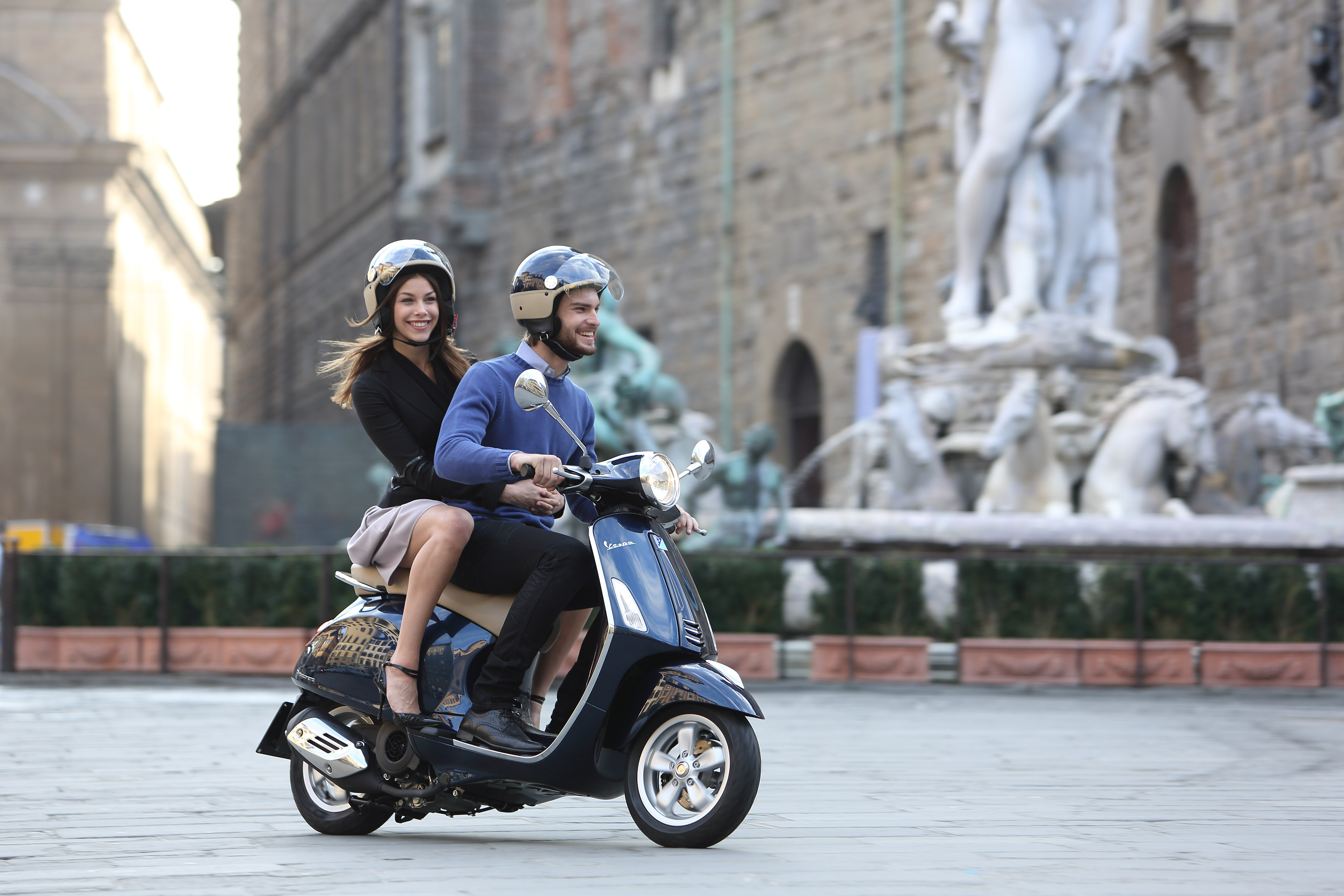
Vespa Primavera, 2013

- Vespa GTS 125 i.e. Super (Wassergekühlter 4-Ventil-4-Taktmotor, Einspritzung, Keilriemenautomatik).
- Vespa GTS 300 i.e. Super (Wassergekühlter 4-V-4-Taktmotor, Einspritzung, Keilriemenautomatik).
- Vespa 946 (luftgekühlter 125-cm³- und 150-cm³-Viertaktmotor mit 3 Ventilen, Keilriemenautomatik, ABS und ASR)
- Vespa Primavera (luftgekühlter 50-cm³-Zweitaktmotor, 50-cm³- 125-cm³- und 150-cm³-Viertaktmotor, Keilriemenautomatik)
- Vespa Sprint (luftgekühlter 50-cm³-Zweitaktmotor, 50-cm³- 125-cm³- und 150-cm³-Viertaktmotor, Keilriemenautomatik)
- Vespa Elettrica (E-Motor mit 4 kW und 200 Nm, 45 km/h Höchstgeschwindigkeit, 100 km Reichweite (200 km mit Range Extender (Version X)), Multimedia-Bordsystem – ab Oktober 2018)[7]

### Übersicht
| Modell              | Hubraum cm³ | Bauzeit       |
| ------------------- | ----------- | ------------- |
| Vespa 50            | 49          | 1963 bis 1991 |
| Vespa 98            | 98          | 1946 bis 1947 |
| Vespa 125           | 125         | 1948 bis 1969 |
| Vespa 125 GT        | 125         | 1966 bis 1973 |
| Vespa 125 Primavera | 125         | 1967 bis 1982 |
| Vespa 946           | 124         | 2013 bis 2016 |
| Vespa Primavera     | 49 bis 155  | 2013 bis dato |
| Vespa PK            | 49 bis 121  | 1982 bis 1996 |
| Vespa Cosa          | 123 bis 198 | 1987 bis 1998 |
| Vespa PX 125        | 122         | 1985 bis 1990 |
| Vespa ET            | 49 bis 151  | 1996 bis 2005 |
| Vespa GTS           | 124 bis 278 | 2003 bis dato |
| Vespa LX            | 49 bis 155  | 2005 bis 2013 |
| Vespa 150           | 145         | 1954 bis 1979 |
| Vespa 160 GS        | 145         | 1962 bis 1965 |
| Vespa 150 Sprint    | 145         | 1965 bis 1979 |
| Vespa 180 Rally     | 180         | 1968 bis 1973 |
| Vespa 200 Rally     | 198         | 1972 bis 1979 |
| Vespa P 200 E       | 198         | 1977 bis 1982 |
| Vespa PX            | 79 bis 198  | 1977 bis 2016 |
| Vespa 400           | 394         | 1957 bis 1961 |
| Vespa 150 TAP       | 150         | 1956 bis 1959 |

Die motorisierte „Wespe“ (Vespa) hat auch eine Verwandte, die „Biene“ (Ape), die besonders in der Region rund ums Mittelmeer als beliebter Dreiradtransporter bis heute sehr gute Dienste leistet.

## Fahrer und Soziales
Die Motorroller, die noch heute produziert werden, haben Kultstatus erreicht. Viele Vespa-Fahrer bezeichnen sich als „Vespisti“, die in Vereinen, Fahrgemeinschaften und Stammtischen organisiert sind, wobei auch regelmäßige Treffen (Vespa World Days, Nationale Vespa Days etc.) oder Sternfahrten stattfinden.
Die ersten Vespa-Clubs wurden bereits Ende der vierziger Jahre gegründet. Die lokalen Ortsclubs wurden jeweils durch Dachverbände in einzelnen Ländern zusammengebracht (z. B. Vespa Club Austria, Vespa Club von Deutschland, Vespa Club Schweiz etc.). In Europa entstand so der Vespa Club d’Europe, der danach in die FIV (Federation Internationale des Vespa Clubs) überging. Die FIV wiederum hat sich Ende 2005 aufgelöst und wurde 2006 durch den Vespa World Club ersetzt. 2021 wurde der Vespa Club Europa gegründet.
In Deutschland gibt es neben der Clubzeitung des Dachverbandes VCVD (bis 2019 "Vespina", danach "Vesbasta"), u. a. seit dem Juli 2014 Die WESPE am Markt.

## Vespa in der Kunst
Seit den 1960er-Jahren modifizieren Künstler ihre Motorroller zu Custom Rollern.
Unter dem Titel Mobilien und Immobilien realisierte der deutsche Künstler Eberhard Bosslet vier Fotoserien auf den Kanarischen Inseln. Zum Einsatz kam eine alte spanische Motovespa Sprint 04C aus dem Jahr 1966, die er vielfach im wechselnden Dialog mit den Hintergründen bemalte.
In Disney/Pixars Film LUCA (2021) wollen Luca und Alberto im italienischen Feriendorf Portorosso das Preisgeld gewinnen, um sich eine Vespa zu kaufen.

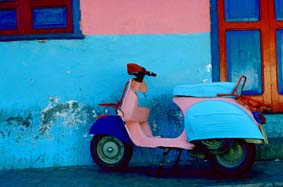
Eberhard Bosslet – Fotoreihe Mobilien und Immobilien von 1982 mit bemalter Vespa
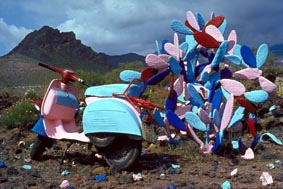
Eberhard Bosslet – Fotoreihe Mobilien und Immobilien von 1982 mit bemalter Vespa
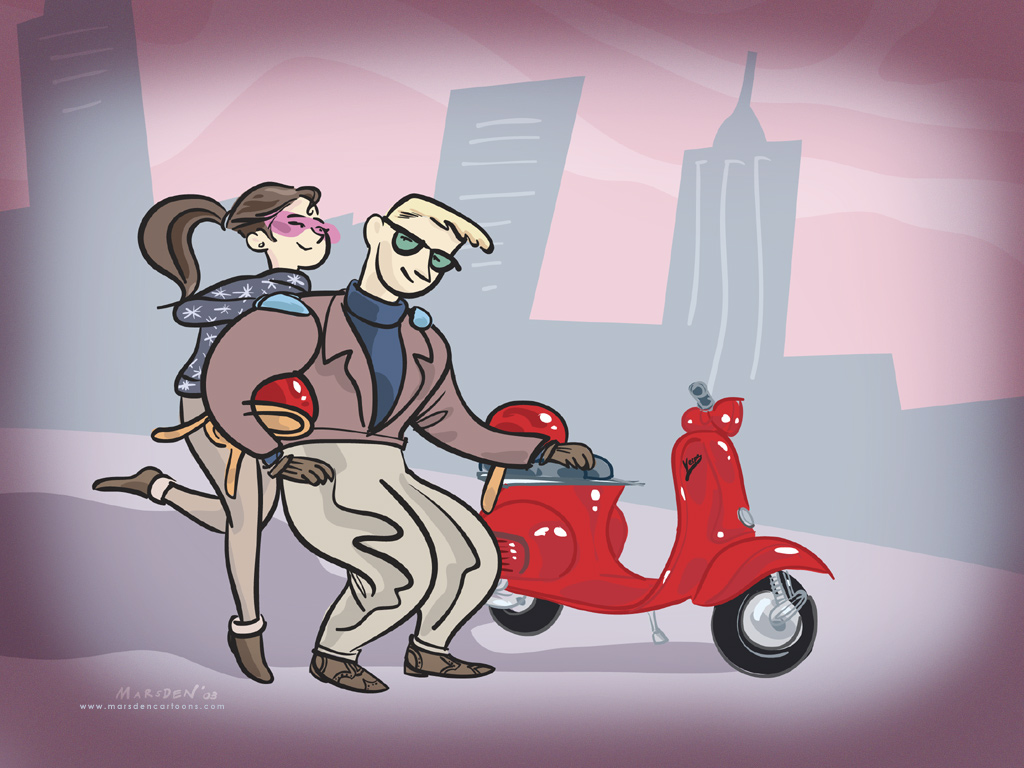
Pärchen mit roter Vespa von Ian Marsden
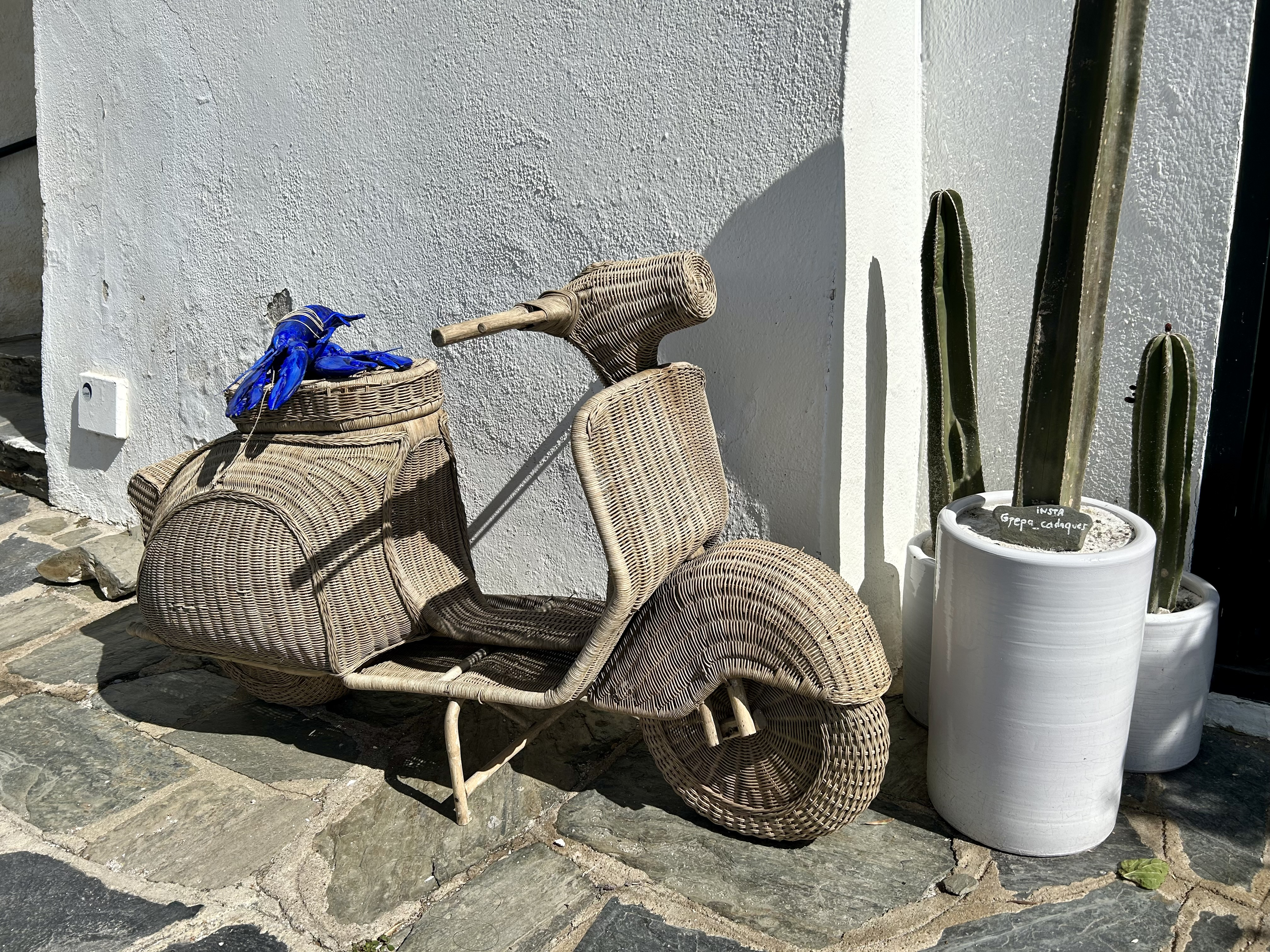
Geflochtene Vespa in Cadaqués

## Vespa in Deutschland

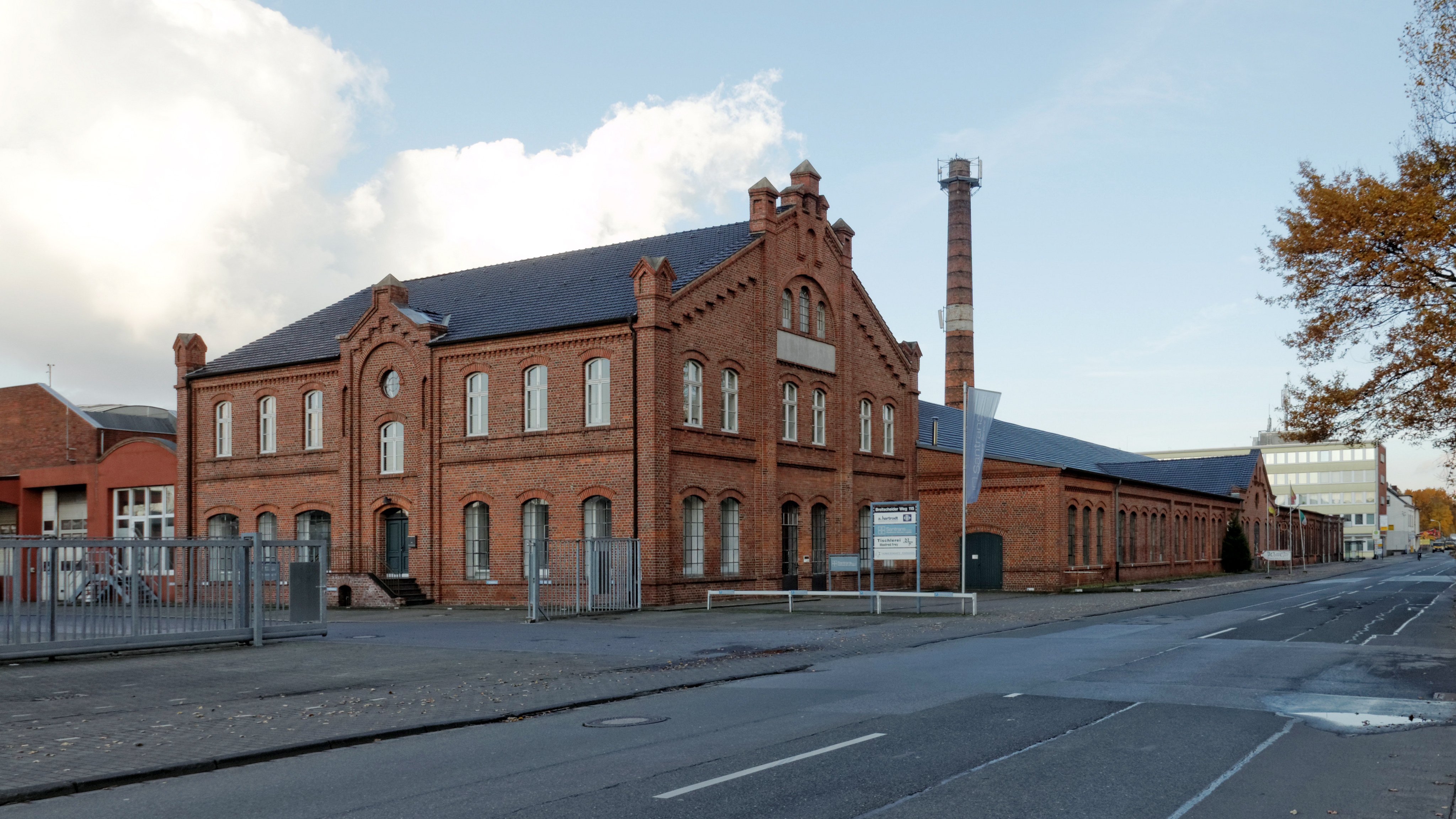
Hoffmann-Werke Lintorf

In den 1950er Jahren wurde die Vespa auch nördlich der Alpen bekannt. Nachdem die ersten Vespas bereits 1947 in die Schweiz exportiert wurden, kamen sie etwa 1950 nach Deutschland. Jakob Oswald Hoffmann schloss 1949 mit Piaggio einen Lizenzvertrag ab und baute im rheinischen Lintorf ab dem Frühjahr 1950 Vespas für den deutschen Markt. Zwischen 1950 und 1953 baute er das Modell HA und lediglich im Jahr 1953 das Modell HB.
Unter großem finanziellen Aufwand und aufgrund der großen Konkurrenz insbesondere durch die leistungsstärkeren „Lambretta“-Roller des Herstellers Innocenti entwickelte Hoffmann ohne Genehmigung der Piaggio-Werke die Vespa (insbesondere deren Motor) weiter und brachte schließlich 1954 die „Königin“ auf den Markt. Piaggio kündigte daraufhin Hoffmann den Lizenzvertrag fristlos.
Außerdem steckte Hoffmann großen Aufwand in die Entwicklung eines Rollermobils (Hoffmann Kabine) ähnlich der BMW Isetta. Aufgrund der sehr großen Ähnlichkeit und der damit verletzten Patentrechte verklagte der BMW-Konzern die Hoffmann-Werke. BMW gewann den Prozess. Deshalb, und aufgrund der Investitionen in die aufgegebene Vespa-Produktion mussten Ende 1954 die Hoffmann-Werke Konkurs anmelden. Die Vespa-Produktion wurde in den Messerschmittwerken in Augsburg bzw. Regensburg fortgesetzt.
Für einen gewissen Zeitraum gab es in der Phase der Insolvenz der Hoffmann-Werke und zeitgleich bei Produktionsbeginn der Messerschmittwerke zwei Hersteller und Lieferanten von Vespas in Deutschland, da sich in der Insolvenzmasse von Hoffmann auch etliche vorproduzierte Teilesätze befanden, aus denen auf Anweisung der Insolvenzverwaltung noch Komplettroller montiert und verkauft wurden.

## Vergleichbare Fahrzeuge
- Lambretta
- Wjatka